# Gudrun Schreiner

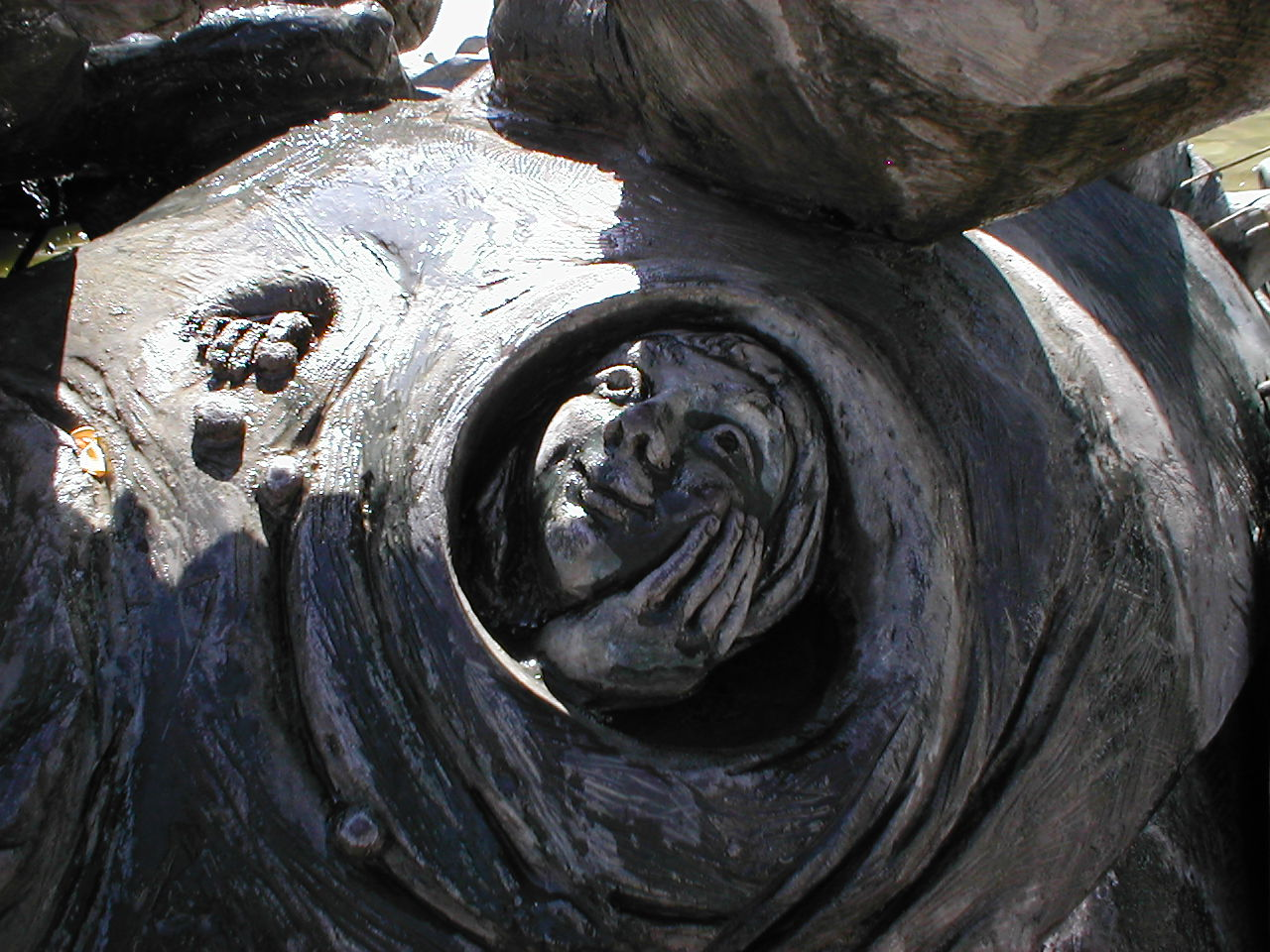
Gudrun Schreiner: Selbstbildnis, Detail des Theaterbrunnens in Heilbronn

Gudrun Schreiner (* 27. Februar 1932 in Baden-Baden; † 21. Dezember 2012 in Ottersweier, Baden-Württemberg) war eine deutsche Bildhauerin und Künstlerin.

## Leben
Sie verbrachte ihre Jugend in Süddeutschland und in Königsberg. 1945 war sie in der Heimschule in Kloster Wald, während ihre Familie 1948 nach Gaggenau zog. Nach dem Abitur in Wald studierte sie an der Pädagogischen Hochschule in Gengenbach. Nach dem Abschluss des Studiums war sie 1953 mit einem Fulbright-Stipendium an der Universität von Louisville, wo sie Kurse in Malerei bei Ulfert Wilke besuchte. Von 1955 bis 1958 war sie im Schuldienst tätig, anschließend studierte sie Bildhauerei bei Hanselmann an der Kunstakademie München, ab 1960 bei Marino Marini an der Academia Brera in Mailand, ab 1961 bei Ossip Zadkine an der Academie des Beaux Arts in Paris. 1963 ermöglichte ihr erneut das Fulbright-Programm eine Assistententätigkeit an der Tulane University in New Orleans, wo sie in der universitätseigenen Gießerei auch ihre ersten selbständigen Bronzegüsse erstellte. Nach einer Mexiko-Reise 1964 bezog sie ein Atelier im Schloss Favorite bei Rastatt, 1965 eines in Karlsruhe, 1982 wechselte sie zurück in ihre Geburtsstadt Baden-Baden. In den 1960er und 1970er Jahren unternahm sie ausgedehnte Reisen nach Ceylon und Südamerika, von 1978 bis 2005 unterhielt sie außerdem ein zweites Atelier in Pietrasanta in Italien. Am 21. Dezember 2012 verstarb Gudrun Schreiner im Pflegeheim Hub in Ottersweier.

## Werk

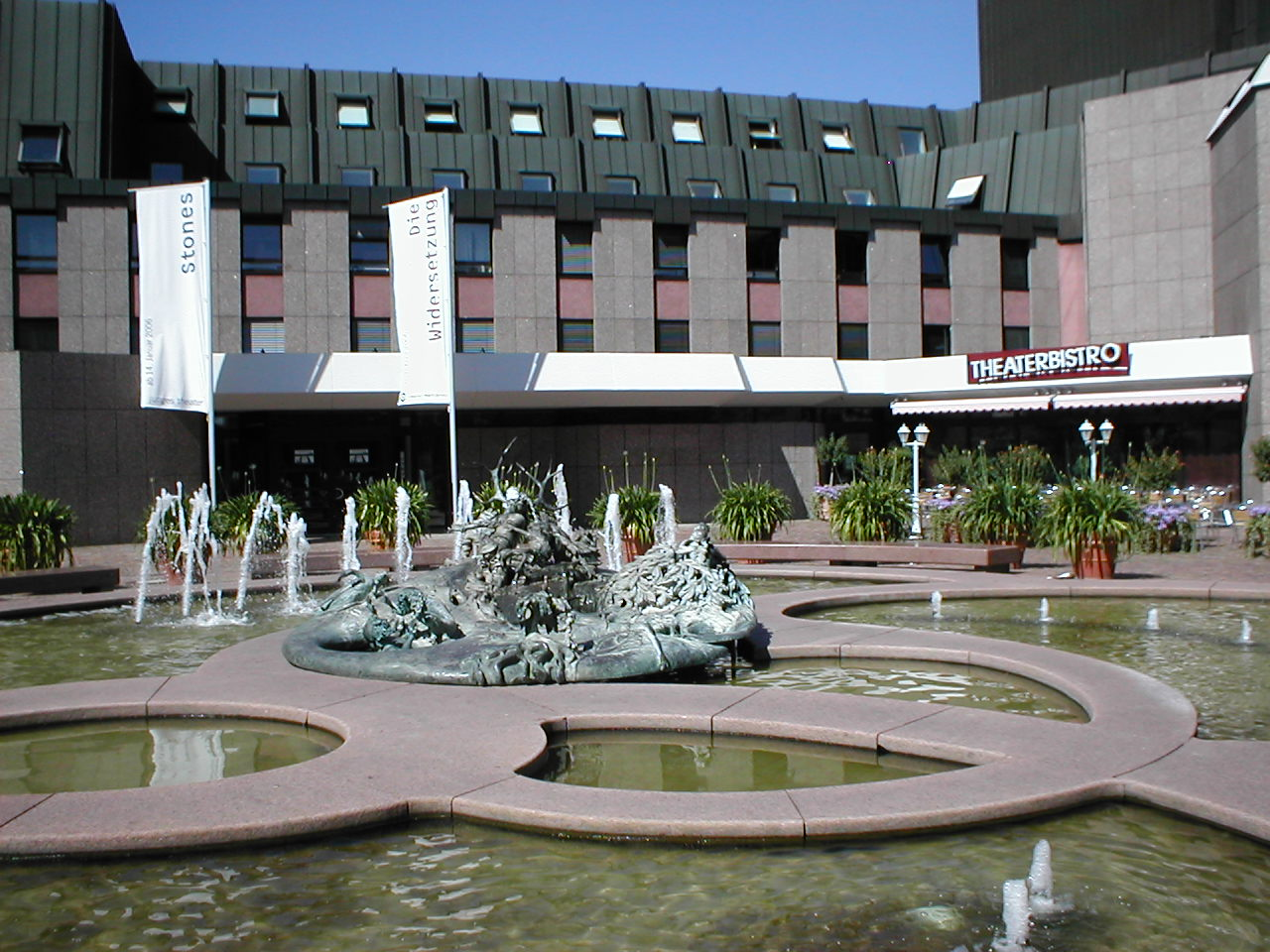
Theaterbrunnen in Heilbronn

Das Werk von Gudrun Schreiner umfasst vor allem Objekte aus Stein und Metall, wobei sie insbesondere zahlreiche Brunnen, aber auch liturgische Gegenstände für Kirchen geschaffen hat.
Werkauswahl:
- Fenster der Aussegnungshalle, Friedhof Waghäusel-Kirrlach, 1959
- Brunnen für das Goethegymnasium in Gaggenau, Granit, 1962
- Kriegerdenkmal auf dem Friedhof von Bischweier, Rotsandstein, 1962
- Liturgische Geräte für die Vaterunser-Kapelle in Buchenbach, 1967
- Ausstattung der Kirche St. Michael in Freiburg, 1970
- Ausstattung der Kirche St. Matthäus in Karlsruhe, 1970
- Plastik Nils Holgersson im Hof der Merkurschule in Gaggenau, Aluminium und Beton, 1971
- Zelebrationsaltar der Kirche in Neckarsteinach, Bronze und Marmor, 1972
- Ehrenmal für Günther Klotz auf dem Friedhof in Karlsruhe, Granit mit Bronzearbeiten, 1973
- Kruzifix und Kreuzwegstation in der Kirche von Kleinsteinbach, Bronze, 1973
- Ausstattung der Kirche St. Nikolaus in Rüppur: Altar, Tabernakel und Ambo aus gelbem Sandstein, Leuchter aus Bronze, Rosetten-Wandplastik aus bemaltem Lindenholz
- Altar der Kirche in Selbach, Bronze und Travertin, 1976
- Alexander-von-Humboldt-Brunnen der Alexander-von-Humboldt-Stiftung, Bonn, Bronze, 1976
- Brigantenbrunnen am Ettlinger Tor in Karlsruhe, Travertinbecken mit Bronzeskulpturen, 1978/79
- Gänsebrunnen in Gaggenau, zwölf Bronzegänse auf Betonbecken, 1979/80
- Entenbrunnen in Ettlingen, Bronze, 1981
- Kuckucksbrunnen in Lautenbach, Bronze und Rotsandsteinfindlinge, 1982
- Plastik Die Seilzieher im Schulzentrum Dachgrub in Rotenfels, Bronze mit Messingpodest, 1982
- Bronzerelief in der neuen Friedhofskapelle in Ettlingen, 1982
- Theaterbrunnen in Heilbronn, Bronzehochrelief, 1982/83
- Vier Gedenktafeln für Hans Calwer im Auftrag der Hans-Calwer-Stiftung (Erholungsheime der Blindenverbände in Bad Berleburg und Bad Münster am Stein), Bronze 1984
- Ausstattung der Wallfahrtskirche Moosbronn: vergoldete Bronze und roter Persischer Travertin, 1985
- Statue St. Christophorus in Vimbuch, Bronze, 1985
- Statue St. Christophorus in Ötigheim, Bronze und Rotsandstein, 1986
- Gestaltung des Altarraums der Kirche St. Bonifatius in Baden-Baden, 1989
- Büste von Giovanni Guareschi im Park des Museo di Peppone e Don Camillo in Brescello, Bronze
- Plastik Asunta im Patientenpark des Kreispflegeheims des Landkreises Rastatt, gleichzeitig Denkmal für 526 NS-Opfer, 2001

## Ausstellungen
Einzelausstellungen mit Werken von Gudrun Schreiner waren u. a. 1963 in New Orleans, 1969 in Gaggenau, 1971 im Landesgewerbeamt Karlsruhe, 1973 in Mainz-Elsheim, 1974 in Ettlingen und 1988 in Stuttgart zu sehen.